# Isha Sharvani
Isha Sharvani est une danseuse et actrice indienne.

## Biographie
La date de naissance d'Isha Sharvani est incertaine. Au 16 juin 2003, elle a 18 ans, et au 25 septembre 2012, elle a 27 ans.
Elle est une danseuse et actrice indienne.

### Cinéma
Actrice de Bollywood, elle joue le rôle de Lakshmi dans Kisna: The Warrior Poet, d'Isha Taneja dans Darwaza Bandh Rakho, de Natasha dans U, Me Aur Hum et de Nikki Walia dans Luck by Chance. Elle joue également dans Maattrraan.

### Danse
Dans la version indienne de Danse avec les stars (Jhalak Dikhhla Jaa), elle est dans la saison 5 avec Salman Khan.